# Бостандык (Мамлютский район)
Бостандык (каз. Бостандық) — село в Мамлютском районе Северо-Казахстанской области Казахстана. Входит в состав Андреевского сельского округа. Код КАТО — 595231200.

## География
Находится в 65 километрах от районного центра.

## История
Село образовалось в 1931 году.

## Население
В 1999 году население села составляло 583 человека (285 мужчин и 298 женщин). По данным переписи 2009 года в селе проживало 372 человека (183 мужчины и 189 женщин).